# Welt der Tiere
Welt der Tiere ist  eine wöchentliche Dokumentationsreihe des Bayerischen Rundfunks zum Themenspektrum Tiere und Natur. Gezeigt werden deutsche und internationale Fernsehproduktionen

## Ausstrahlung
Von 2000 bis September 2003 lief die Serie in Fortsetzung der Reihe Zoo & Co sporadisch im Bayerischen Fernsehen. Die regelmäßige Ausstrahlung erfolgte ab dem 28. September 2003. Einzelne Folgen der Serie laufen auch im Programm von ARD-alpha, 3sat, SWR und anderen dritten Programmen. Bis Anfang 2015 wurden 592 Folgen ausgestrahlt.

## Titel einzelner Folgen (Auswahl)
- Nr. 21 – Ein Wolf wie kein anderer
- Der Laubfrosch – Ein König ohne Reich
- Im Wald der Kobolde
- Igel im Land der Pharaonen
- Tiere, die Geschichte schrieben – Der Seeotter
- Im wilden Herzen Borneos

## Namensdopplung
Von 1978 bis 1980 zeigte das Vorabendprogramm des Ersten Deutschen Fernsehens eine 50-teilige Reihe gleichen Namens, die von Dietmar Schönherr moderiert wurde.